# Campeonato de Fórmula Truck de 1997
O Campeonato de Fórmula Truck de 1997 foi a 2ª temporada de Fórmula Truck, realizada pela Confederação Brasileira de Automobilismo.
O campeão foi o piloto paranaense Oswaldo Drugovich Júnior, a bordo de um caminhão Scania, cujo título foi conquistado na penúltima etapa em Interlagos. O vice foi Renato Martins, que estava defendendo seu título.